# Spilargini
Spilargini è una tribù di ragni appartenente alla sottofamiglia Euophryinae della famiglia Salticidae dell'ordine Araneae della classe Arachnida.

## Distribuzione
I due generi oggi noti di questa tribù sono diffusi dalla Malaysia alla Nuova Guinea; una sola specie, Thorelliola ensifera è stata rinvenuta anche alle Hawaii.

## Tassonomia
A dicembre 2010, gli aracnologi riconoscono due generi appartenenti a questa tribù:
- Spilargis Simon, 1902 — Nuova Guinea (1 specie)
- Thorelliola Strand, 1942 — dalla Malaysia alla Nuova Guinea, Isole Hawaii (10 specie)